# Sounds of Decay
Sounds Of Decay – minialbum zespołu Katatonia zawierający 3 utwory. Zamiast wokalisty grupy Jonasa Renkse, na płycie zaśpiewał Mikael Akerfeldt z zespołu Opeth.

## Lista utworów
1. "Nowhere" - 6:08
2. "At Last" - 6:13
3. "Inside The Fall" - 6:20

## Twórcy
- Blackheim – gitara
- Fredrik Norrman – gitara, gitara basowa
- Jonas Renkse – perkusja
- Mikael Akerfeldt – wokal